# Didascalia
Una didascalia è, in un documento, un breve commento illustrativo posto sotto una tavola o una figura. Lo stesso termine indica la parte non dialogica di un testo teatrale, oppure la breve descrizione posta generalmente sotto, o vicino, a un dialogo o ad un'immagine nei fumetti, nei film o nei copioni, con funzione di commento.

## Nei documenti
La didascalia ha la funzione di spiegare il significato o il contesto di una determinata immagine. Ad esempio, nei libri di storia si utilizzano spesso immagini raffiguranti dei dipinti: la didascalia indica l'autore, il titolo e l'anno di quel dipinto. Nel caso di fotografie di persone, la didascalia può limitarsi a indicare di che persona si tratta oppure può riassumere alcuni dati biografici contenuti nel testo.
La didascalia viene solitamente posizionata direttamente sotto l'immagine.

## Didascalie nei fumetti
Nei fumetti dei primi anni del Novecento, ma anche in quelli della fine dell'Ottocento sostituiscono in parte (certe volte completamente) le nuvolette, vale a dire i dialoghi dei personaggi. Anche nei primi "giornaloni" di Topolino accade ciò: le didascalie contengono delle poesiole in rima che descrivono ciò che succede nella vignetta sovrastante. Ancora oggi, tuttavia, troviamo le didascalie nei fumetti: la differenza sta però nel fatto che si trovano per la maggior parte delle volte in cima alla vignetta, e stanno a descrivere il cambiamento di luogo o anche l'inizio di un'azione non definita dalle immagini.

## Didascalie nei film
Nel contesto cinematografico, la didascalia è un testo filmato con la cinepresa ed introdotto nel mezzo del film, generalmente per fornire allo spettatore battute dei dialoghi tra i personaggi, materiale narrativo, descrittivo o esplicativo delle riprese. Le didascalie furono il pilastro portante del film muto.